# Ophiomusium incertum
Ophiomusium incertum is een slangster uit de familie Ophiolepididae.
De wetenschappelijke naam van de soort werd in 1930 gepubliceerd door René Koehler.